# HD 45724
HD 45724，又名BD+02 1253，SAO 113940、HR 2355，是一颗恒星，视星等为6.16，位于銀經208.04，銀緯-3.72，其B1900.0坐标为赤經6h 24m 1.2s，赤緯+2° -3.72′ 42″。